# Antonio Escobar Huerta
Pour les articles homonymes, voir Escobar.
Antonio Escobar Huerta (Ceuta, 14 novembre 1879 — Barcelone, 8 février 1940), est un militaire espagnol membre de la Garde Civile.

## Biographie
Il fut l'un des militaires de haut rang qui défendit la Seconde République espagnole durant la Guerre civile espagnole, malgré ses profondes convictions catholiques et la répression envers l'Église catholique romaine au cours des premiers mois de la guerre. Fils, frère et père de militaires et père d'une Sœur Adoratrice, ses origines et convictions catholiques ne l'empêchèrent pas de rester fidèle à la République durant toute la guerre.
Paradoxalement jugé pour rébellion militaire, il est condamné à mort. Malgré le fait que de hauts dignitaires de l’Église catholique comme le cardinal Segura sollicitent son indulgence, Franco ne cède pas et le colonel Escobar est fusillé dans les fossés du château de Montjuïc le 8 février 1940. Escobar lui-même dirigea son exécution. Le peloton d'exécution de la Guardia Civil rendit ensuite les honneurs militaires à sa dépouille.

## Participations aux batailles suivantes
Guerre civile espagnole
- Soulèvement militaire de juillet 1936 à Barcelone (en)
- Bataille de Talavera
- Siège de Madrid
- Journées de mai à Barcelone
- Bataille de Brunete
- Bataille de Teruel
- Bataille de Valsequillo (en)

## Cinéma
- Le film Memorias del general Escobar a été réalisé en 1984 par José Luis Madrid, sur un scénario de Pedro Masip Urios, aide de camp du général Escobar.